# Konopljanka (oblast' di Smolensk)
Konopljanka è un centro abitato della Russia.